# Psolidium imperfectum
Psolidium imperfectum is een zeekomkommer uit de familie Psolidae.
De wetenschappelijke naam van de soort werd in 1923 gepubliceerd door Clark.